# هادی‌خان بستکی
هادی خان فرزند شیخ محمد خان بستکی (....ـ۱۲۱۷) ه‍.ق. از حاکمان محلی بود که به نمایندگی از دولت مرکزی ایران، پس از مرگ پدرش از سال ۱۱۹۷ تا ۱۲۱۷ ه‍.ق فرمانروای بستک و جهانگیریه و بنادر و جزایر عباسی و بندرلنگه بوده‌است.

## زندگی
هادی خان در قصبهٔ بستک زاده شد. تحصیلاتش را در علوم فارسی و عربی و دینی در شیراز انجام داده، پس از مراجعت به بستک وفوت پدرش به حکومتی بستک وجهانگیریه وبنادر وجزایر شیبکوه وعباسی منصوب شد.
زمان وی مصادف با قیام آغا محمد خان قاجار واختلاف وجدال با زندیه بود. هادی خان در لشکر کشی لطفعلی خان زند به لار که منجر به تسلیم پسران نصیر خان لاری در سال ۱۲۰۱ هجری قمری گردید، به شیراز نزد لطفعلی خان زند رفته است وفرمان حکومت لارستان وبنادر را از وی دریافت کرده‌است. هادی خان در مسافرت به بنادر لنگه اختلاف بین مشایخ قواسم و مرزوقی را در مورد استفاده از علفچر جزایر فرور، سری و ابوموسی رفع نمود. وی دختر شیخ سلیمان مرزوقی را بعقد خود در آورد. هادی خان بیشتر وقت خود را در بنادر می‌گذراند وعوارض گمرکات بندرعباس را از مشایخ مسقط که اجازهٔ اداره امور گمرک را گرفته بودند وصول نمود.

## مشایخ عمانات در مهمانی هادی خان
هادی خان بستکی غالباً در بنادر بندر لنگه به امور حکومتی می‌پرداخت، و چون با مشایخ امارات «ساحل عمان» رابطهٔ حسنه داشت بیشتر اوقات که مشایخ امارات:
ابوظبی و شارجه و عجمان و دبی و ام‌القوین و قطر برای شکار وتفریح وملاقات هادی خان به بنادر لنگه رفت‌وآمد می‌کردند وهادی خان که در کاخ خود در گافرغان (گافرخان) بین بندر مغویه وبندر بستانه زندگی می‌کرد از آنها پذیرائی می‌نمود. هادی خان به زبان عربی تسلط کامل داشت.

## آغاز حکومت مشایخ بنی عباسی
مشایخ بنی عباسیان و فرزندان آنان که متصدی اداره امور مردم بوده‌اند با آنکه اصالتاً عرب بوده‌اند ولی پس از ورود در ایران خود را ایرانی دانسته و در تمام ادوار تاریخ و زندگی پیرو آرمانهای شاهدوستی و میهن دوستی و مطيع دولت مرکزی بوده‌اند حتی برای پیروزی ایران در جنگ ها به قفقاز هم نیرو فرستاده‌اند و کشته داده‌اند. در بنادر جنوب با اعراب متجاوز جنگیده‌اند.
پس از فوت شیخ عبدالقادر که مصادف بود با اواخر دورهٔ سلطنت صفویه وهجوم وسلطنت افغان‌ها و بالآخره ظهور نادر شاه که در تمام این احوال عامل اصلی و محرک واقعی جنگ وستیزها اختلاف مسلکی شیعه و سنی بود شیخ محمد سعید بستکی و شیخ محمد بستکی بدخالت به امور حکومتی آغاز کردند این دو نفر فرزندان شیخ عبدالقادر از نفوذ روحانی پدرشان که یک نوع تسلط روحی بزرگی برمردم بستک وجهانگیریه ایجاد کرده بود استفاده کامل نمودند وبعلل سیاسی زمان و شاید هم برای انتقامجوئی از کسانیکه موجب فرار آنان از خنج که جوار جد اعلایشان حاج شیخ عبدالسلام خنجی بود، شده بودند ویا به‌عنوان مبارزه مسلکی شیعه ویا بقول نویسنده:
«تاریخ جهانگیریه» برای حفظ جان ومال جماعت تسنن در برابر هجوم شیعیان نفوذ خودرا بسط دادند تا آنجا که شیخ محمد سعید به حکومت لار رسیده و شیخ محمد خان بزرگ حاکم جهانگیریه و آن حدود گردید.
بدین ترتیب مشایخ بنی عباسی که بقول ابن بطوطه چنان‌که در سفرنامه خود سفرنامه ابن بطوطه نوشته‌است: از زیادی زهد وپرهیزکاری وکثرت عبادت و دوری از مردم اندام علیل وزرد رنگ داشته وآزار مخلوقات را جرم می‌پنداشتند، فرزندانشان زاویه هارا رها کرده و در میدان‌های جنگ وکشتار در آمدند جزئیات این تحولات باشرح حال شیخ محمد سعید بستکی و شیخ محمد خان بزرگ روشن می‌گردد.

## وفات
هادی خان در سال ۱۲۱۷ هجری قمری در گافرغان (۲۰ کیلومتری غرب لنگه) درگذشت و در همان جا به خاک سپرده شد.

## شیخ عبدالنور فرزند هادی خان
سرتیپ شیخ عبدالنور بستکی یکی از فرزندان هادی خان بود که به سال ۱۱۶۱ هجری قمری در بستک زاده شد. پس از تحصیلات مقدماتی، در زمان ولیعهدی فتحعلی شاه قاجار در شیراز، بدستور پدرش به همراه مالیات (خراج) دیوانی به شیراز فرستاده می‌شود. بعلت کسری مالیات، شیخ عبدالنور در گرو مالیات در شیراز محجوز می‌شود. در این مدت بادامه تحصیل علوم عربی وضمناً به آموزش تعلیمات نظامی ولشکری نیز می‌پردازد. ومورد توجه فتحعلی شاه واقع می‌گردد. سپس با اخذ اجازه به بستک بر می‌گردد. چون جنگ فی‌مابین ایران و روس درگرفت بفرمان فتحعلی شاه شیخ عبدالنور با جمعیت کثیری از تفنگداران وسواران جهانگیریه و لارستانی به تهران اعزام می‌شوند که در جنگ‌های ده ساله ایران و روس شرکت کنند. شیخ عبدالنور با درجهٔ سرتیپی در رکاب عباس میرزا ولیعهد وفرمانده کل قوای ایران به جنگ روس‌ها رفت. در این جنگ قشون روس شکست خورده وعباس میرزا ولشکریانش با فتح و پیروزی به تبریز مراجعت می‌کنند. در سال ۱۲۱۷ هجری قمری باز فرمان بسیج عمومی صادر شد وسرتیپ شیخ عبدالنور به سپاه عباس میرزا پیوست و در جنگ‌های شمال با کمال رشادت وجلادت به خرج داد تا اینکه در سال ۱۲۲۷ هجری قمری کشته شد وعده‌ای از جماعت لاری وجهانگیریه نیز کشته شدند وما بقی در همان‌جا سکونت کردند.

## تبارنامه
هادی‌خان بن شیخ محمد خان بزرگ بن  عبدالقادر بستکی، شیخ حسن بستکی، شیخ محمد کبیر، شیخ ناصر الدین، شیخ محمد، شیخ جابر،  شیخ اسماعیل رابع، شیخ عبدالغنی، شیخ اسماعیل ثالث، شیخ عبدالرحیم عفیف الدین، شیخ عبدالسلام خنجی، شیخ عباس، شیخ اسماعیل ثانی، حمزه، احمد، محمد، هارون، مهدی، مرشد، محمود، احمد، علی، مبارک، عبدالسلام، سعید، عبدالغنی، طلحه، احمد، اسماعیل، سلیمان، محمد علی، عبدالله (حَبر الأُمَة) ابن عباس بن عبدالمطلب القرشی بن هاشم بن عبد مناف.